# Polska na Letniej Uniwersjadzie 2009
Polska wystąpiła na Letniej Uniwersjadzie po raz dwudziesty czwarty. Ostateczny skład kadry został ogłoszony w czerwcu. Polskę reprezentowało 186 sportowców w 14 dyscyplinach: gimnastyka artystyczna, gimnastyka sportowa, judo, koszykówka, lekkoatletyka, łucznictwo, piłka nożna, piłka wodna, pływanie, siatkówka, szermierka, taekwondo, tenis, tenis stołowy.
Sporty drużynowe w których Polska wystartowała:
| Dyscyplina  | Mężczyźni | Kobiety |
| Koszykówka  |           | ✔       |
| Piłka nożna |           | ✔       |
| Piłka wodna | ✔         |         |
| Siatkówka   | ✔         | ✔       |

Polskim chorążym podczas ceremonii otwarcia była siatkarka Dominika Koczorowska.

## Medale

### Złoto
- Ewa Nelip - szermierka, szpada indywidualnie
- Przemysław Stańczyk - pływanie, 400 metrów stylem dowolnym
- Przemysław Stańczyk - pływanie, 1500 metrów stylem dowolnym
- Paweł Korzeniowski - pływanie, 200 metrów stylem motylkowym
- Mateusz Matczak - pływanie, 400 metrów stylem zmiennym
- Małgorzata Bielak - judo, kategoria poniżej 57 kilogramów

### Srebro
- Marek Łyszczarz - gimnastyka sportowa, skok przez konia
- Łukasz Koleśnik - judo, kategoria poniżej 90 kilogramów
- Grzegorz Eitel - judo, kategoria open
- Żaneta Glanc - lekkoatletyka, rzut dyskiem
- Ewelina Ptak, Marika Popowicz, Dorota Jędrusińska, Marta Jeschke - lekkoatletyka, sztafeta 4 × 100 metrów
- Robert Kubaczyk, Artur Zaczek, Kamil Masztak, Dariusz Kuć - lekkoatletyka, sztafeta 4 × 100 metrów
- Witold Bańka, Kacper Kozłowski, Piotr Kędzia, Rafał Wieruszewski - lekkoatletyka, sztafeta 4 × 400 metrów
- Klaudia Jans i Alicja Rosolska - tenis ziemny, gra podwójna kobiet
- Klaudia Jans - tenis ziemny, gra pojedyncza kobiet
- Klaudia Jans i Alicja Rosolska - tenis ziemny, klasyfikacja zespołowa

### Brąz
- Katarzyna Furmanek - judo, kategoria poniżej 78 kilogramów
- Łukasz Błach - judo, kategoria poniżej 81 kilogramów
- Przemysław Stańczyk - pływanie, 800 metrów stylem dowolnym
- Ewa Ścieszko - pływanie, 50 metrów stylem grzbietowym
- Krzysztof Krzywosz - lekkoatletyka, pchnięcie kulą
- Marcin Starzak - lekkoatletyka, skok w dal
- Justyna Mospinek i Rafał Dobrowolski - łucznictwo, zespoły mieszne (łuk olimpijski)
- Zuzanna Efimienko, Marta Haładyn, Anna Kaczmar, Klaudia Kaczorowska, Dominika Koczorowska, Karolina Kosek, Paulina Maj, Berenika Okuniewska, Ewelina Sieczka, Krystyna Tkaczewska, Katarzyna Wellna, Katarzyna Zaroślińska - siatkówka, turniej kobiet

## Kadra

### Gimnastyka artystyczna
- Joanna Mitrosz
- Hanna Wojewódka

### Gimnastyka sportowa
- Mariusz Kaźmierczak
- Adam Kierzkowski
- Roman Kulesza
- Joanna Litewka
- Maciej Łubutin
- Marek Łyszczarz
- Marta Pihan

### Judo
- Małgorzata Bielak
- Łukasz Błach
- Monika Cabaj
- Grzegorz Eitel
- Katarzyna Furmanek
- Justyna Kojro
- Łukasz Koleśnik
- Magdalena Kozioł
- Piotr Kurkiewicz
- Agata Ozdoba
- Beata Rainczuk
- Paweł Zagrodnik

### Koszykówka
Turniej kobiet
- Małgorzata Babicka, Magda Bibrzycka, Agata Chaliburda, Katarzyna Czubak, Marta Gajewska, Lidia Kopczyk, Katarzyna Krężel, Patrycja Mazurczak, Izabela Piekarska, Anna Pietrzak, Mirela Pułtorak, Justyna Żurowska

### Mężczyźni
- Bieg na 100 m
  - Dariusz Kuć - odpadł w półfinale (11. miejsce)
  - Artur Zaczek - odpadł w ćwierćfinale (22. miejsce)
- Bieg na 200 m
  - Robert Kubaczyk - nie ukończył biegu finałowego (8. miejsce)
  - Kamil Masztak - odpadł w półfinale (12. miejsce)
- Bieg na 400 m
  - Kacper Kozłowski - zajął 4. miejsce
  - Jarosław Wasiak - odpadł w eliminacjach (28. miejsce)
- Sztafeta 4 × 100 m
  - Robert Kubaczyk, Artur Zaczek, Kamil Masztak oraz Dariusz Kuć - zajęli 2. miejsce
- Sztafeta 4 × 400 m
  - Witold Bańka, Kacper Kozłowski, Piotr Kędzia, Rafał Wieruszewski oraz Piotr Wiaderek (eliminacje) - zajęli 2. miejsce
- Skok w dal
  - Marcin Starzak - zajął 3. miejsce
- Pchnięcie kulą
  - Krzysztof Krzywosz - zajął 3. miejsce
- Rzut oszczepem
  - Igor Janik - zajął 4. miejsce
  - Paweł Rakoczy - zajął 6. miejsce
- Chód na 20 km
  - Rafał Augustyn - zajął 8. miejsce
  - Jakub Jelonek - zajął 16. miejsce

### Kobiety
- Bieg na 100 m
  - Iwona Brzezińska - zajęła 6. miejsce
- Bieg na 200 m
  - Iwona Brzezińska - nie ukończyła biegu półfinałowego
  - Marta Jeschke - zajęła 5. miejsce
- Sztafeta 4 × 100 m
  - Ewelina Ptak, Marika Popowicz, Dorota Jędrusińska, Marta Jeschke oraz Iwona Brzezińska (eliminacje) - zajęły 2. miejsce
- Skok wzwyż
  - Kamila Stepaniuk - zajęła 4. miejsce
- Skok o tyczce
  - Joanna Piwowarska - zajęła 4. miejsce
- Skok w dal
  - Teresa Dobija - zajęła 4. miejsce
- Pchnięcie kulą
  - Magdalena Sobieszek - zajęła 4. miejsce
- Rzut dyskiem
  - Żaneta Glanc - zajęła 2. miejsce
  - Agnieszka Jarmużek - odpadła w eliminacjach (13. miejsce)
- Rzut młotem
  - Małgorzata Zadura - w finale spaliła wszystkie trzy próby i odpadła z dalszej rywalizacji, ostatecznie sklasyfikowano ją na 14. pozycji
- Chód na 20 km
  - Agnieszka Dygacz - zajęła 11. miejsce

### Łucznictwo
- Małgorzata Ćwięczek
- Rafał Dobrowolski
- Justyna Mospinek
- Wioleta Myszor
- Jacek Proć
- Tomasz Przepióra

### Siatkówka
Turniej kobiet
- Zuzanna Efimienko, Marta Haładyn, Anna Kaczmar, Klaudia Kaczorowska, Dominika Koczorowska, Katarzyna Konieczna, Karolina Kosek, Paulina Maj, Berenika Okuniewska, Ewelina Sieczka, Krystyna Tkaczewska, Katarzyna Zaroślińska

Turniej mężczyzn
- Krzysztof Antosik, Rafał Buszek, Bartosz Janeczek, Grzegorz Kosok, Paweł Mikołajczak, Jakub Oczko, Maciej Pawliński, Michał Potera, Adrian Stańczak, Tomasz Tomczyk, Andrzej Wrona, Maciej Zajder

### Piłka nożna
Turniej kobiet
- Magdalena Chrzanowska, Natalia Chudzik, Izabela Godzińska, Sofia Gonzalez, Natasza Górnicka, Marta Konicka, Paulina Krawczak, Marta Mika, Nina Patalon, Joanna Płonowska, Patrycja Pożerska, Halina Półtorak, Michalina Snopek, Aleksandra Sosnowska, Anna Szymańska, Agata Tarczyńska, Anna Tymińska, Dominika Wylężek, Karolina Zasada, Anna Żelazko

### Piłka wodna
turniej mężczyzn
- Michał Bar, Jakub Bednarek, Michał Diakonów (miał wystartować ale 1 lipca zmienił obywatelstwo), Paweł Domagała, Radosław Karaczko, Marko Klajić, Wojciech Leszek, Bartosz Łuczak, Piotr Piątek, Tomasz Różycki, Robert Sekuła, Piotr Szymański

### Pływanie
- Marcin Babuchowski
- Łukasz Gimiński
- Maciej Hreniak
- Jakub Jasiński
- Jan Konarzewski
- Paweł Korzeniowski
- Anna Kowalczyk
- Sławomir Kuczko
- Mateusz Matczak
- Przemysław Stańczyk
- Ewa Ścieszko
- Aleksandra Urbańczyk
- Robert Wilk
- Mariusz Winogrzodzki
- Sławomir Wolniak
- Łukasz Wójt
- Kajetan Załuski

### Szermierka
- Michał Adamek - szpada indywidualnie, odpadł w 1/16 finału
- Anna Ciwoniuk
- Katarzyna Dąbrowa - szpada indywidualnie, odpadła w 1/8 finału
- Katarzyna Kędziora
- Renata Knapik - szpada indywidualnie, odpadła w 1/32 finału
- Magdalena Knop - floret indywidualnie, odpadła w 1/16 finału
- Marcin Koniusz - szabla indywidualnie, odpadł w 1/16 finału
- Karol Kostka - szpada indywidualnie, odpadł w 1/16 finału
- Katarzyna Kryczało - floret indywidualnie, odpadła w 1/8 finału
- Hanna Łyczbińska - floret indywidualnie, odpadła w 1/16 finału
- Marta Matysik - floret indywidualnie, odpadła w 1/16 finału
- Dominika Mosler - szpada indywidualnie, odpadła w 1/8 finału
- Ewa Nelip - szpada indywidualnie, zdobyła złoty medal
- Patryk Palasz - szabla indywidualnie, odpadł w 1/16 finału
- Michał Przybysławski
- Leszek Rajski
- Łukasz Rokosz
- Adam Skrodzki - szabla indywidualnie, odpadł w 1/16 finału
- Aleksandra Socha
- Adrian Stanisławski - szabla indywidualnie, odpadł w 1/32 finału
- Maciej Szumski - szpada indywidualnie, odpadł w 1/32 finału
- Irena Więckowska
- Andrzej Witkowski
- Rafał Żelazko
- Drużyna: Michał Adamek, Karol Kostka, Łukasz Rokosz, Maciej Szumski -
- Drużyna: Michał Przybysławski, Leszek Rajski, Andrzej Witkowski, Rafał Żelazko -
- Drużyna: Marcin Koniusz, Patryk Palasz, Adam Skrodzki, Adrian Stanisławski -
- Drużyna: Katarzyna Dąbrowa, Renata Knapik, Dominika Mosler, Ewa Nelip -
- Drużyna: Magdalena Knop, Katarzyna Kryczało, Hanna Łyczbińska, Marta Matysik -
- Drużyna: Anna Ciwoniuk, Katarzyna Kędziora, Matylda Ostojska, Aleksandra Socha -

### Taekwondo
- Michał Łoniewski - kategoria poniżej 67 kilogramów, odpadł w ćwierćfinale
- Piotr Paziński - kategoria poniżej 78 kilogramów, odpadł w 1/8 finału
- Beata Przewłocka - kategoria poniżej 47 kilogramów, odpadła w ćwierćfinale
- Maciej Ruta - kategoria poniżej 62 kilogramów, odpadł w 1/16 finału

### Tenis
- Klaudia Jans - gra pojedyncza kobiet, zdobyła srebrny medal
- Alicja Rosolska - gra pojedyncza kobiet, odpadła w 2 rundzie
- Debel: Klaudia Jans i Alicja Rosolska - gra podwójna kobiet, zdobyły srebrny medal
- Klasyfikacja zespołowa: Klaudia Jans i Alicja Rosolska, zdobyły srebrny medal

### Tenis stołowy
- Paweł Chmiel - gra pojedyncza, odpadł w 1/32 finału
- Katarzyna Grzybowska - gra pojedyncza, odpadła w 1/32 finału
- Tomasz Lewandowski - gra pojedyncza, odpadł w 1/32 finału
- Daria Łuczakowska - gra pojedyncza, odpadła w 1/32 finału
- Agata Pastor - gra pojedyncza, odpadła w 1/16 finału
- Antonina Szymańska - gra pojedyncza, odpadła w 1/32 finału
- Alan Woś - gra pojedyncza, odpadł w 1/16 finału
- Drużyna: Piotr Chmiel, Paweł Chmiel, Tomasz Lewandowski, Alan Woś - odpadli w fazie grupowej
- Drużyna: Katarzyna Grzybowska, Daria Łuczakowska, Agata Pastor, Antonina Szymańska - odpadły w 1/32 finału
- Debel: Paweł Chmiel i Tomasz Lewandowski - odpadli w 1/32 finału
- Debel: Piotr Chmiel i Alan Woś - odpadli w 1/16 finału
- Debel: Katarzyna Grzybowska i Agata Pastor - odpadły w 1/16 finału
- Debel: Daria Łuczakowska i Antonina Szymańska - odpadły w 1/8 finału
- Debel mieszany: Alan Woś i Antonina Szymańska - odpadli w 1/8 finału
- Debel mieszany: Piotr Chmiel i Katarzyna Grzybowska - odpadli w 1/16 finału